# Bougara (Tiaret)
Pour les articles homonymes, voir Bougara.
Bougara est une commune de la wilaya de Tiaret en Algérie.